# Ксенофоры
Ксенофоры (лат. Xenophora, от др.-греч. ξένος — чужой и φορός — несущий) — род брюхоногих моллюсков из семейства ксенофорид (Xenophoridae), отличающихся своеобразной раковиной.

## Общая характеристика
Размеры раковин представителей рода различен: диаметр основания раковины — 19—160 мм, высота — 21—100 мм. Форма раковины у представителей семейства уплощенно-конусовидная, с сильно расширенным нижним краем, с мощными вертикальными линиями роста и спиральными линиями. Устье раковины широко открыто. Наружная поверхность раковины усажена чужеродными предметами, которыми могут служить пустые раковины моллюсков, камешки, губки, осколки кораллов, иглы морских ежей, песчинки, и даже кусочки стекла, а также любой другой доступный на морском дне материал. Предполагается, что они служат в качестве маскировки моллюска и защиты от потенциальных хищников, а также для увеличения общей прочности раковины. Все данные предметы моллюск укрепляет на своей раковине таким образом, чтобы она могла стоять на дне строго горизонтально. Для закрепления на своей раковине предметов моллюск использует свою ногу, выделяющую жидкость, которая обладает свойством «цементироваться» в воде. Найдя подходящий предмет, моллюск охватывает его своей ногой и прикладывает его к раковине в необходимом месте и определенном положении. На закрепление одного камешка или другого предмета моллюску требуется примерно 10 часов. Иногда ксенофоры могут служить показателем биологического разнообразия. Так, Xenophora pallidula на Филиппинах собирает на своих раковинах фрагменты раковин 13 видов двустворчатых моллюсков и более 30 видов брюхоногих моллюсков. Небиологическое происхождение у данного вида имеют около 7 % прикрепленных фрагментов. Интересно, что некоторые виды моллюсков впервые были описаны по пустым раковинам, найденным на ксенофорах данного вида.
Способности ксенофор к маскировке настолько велики, что они выработали в целом уникальную для моллюсков особенность закапывать свои собственные экскременты в грунт.

## Образ жизни
Представители рода населяют тропические моря, преимущественно на мелководье, которые наиболее богаты различными предметами на морском дне. Обитают на илистых или илисто-песчаных грунтах.

## Виды
Род Xenophora включает следующие виды и подвиды:
- Xenophora minuta Qi & Ma, 1986
- Xenophora robusta Verrill, 1870

Подрод Xenophora (Austrophora) Kreipl, Alf & Kronenberg, 1999
- Xenophora flindersi  (Cotton & Godfrey, 1938)

Подрод Xenophora (Xenophora) Fischer von Waldheim, 1807
- Xenophora cerea  (Reeve, 1845)
- Xenophora chinensis Philippi, 1841)
- Xenophora conchyliophora (Born, 1780) typus
- Xenophora corrugata  (Reeve, 1842)
- Xenophora crispa  (König, 1825)
- Xenophora granulosa  Ponder, 1983
- Xenophora indica  Gmelin, 1791
- Xenophora japonica  Kuroda & Habe in Kuroda et al., 1971
- Xenophora mekranensis konoi  Habe, 1953
- Xenophora neozelanica  Suter, 1908 
  - Xenophora neozelandica neozelandica  Suter, 1908 
  - Xenophora neozelandica kermadecensis  Ponder, 1983
- Xenophora pallidula  (Reeve, 1842)
- Xenophora peroniana  (Iredale, 1929) 
  - Xenophora peroniana peroniana  (Iredale, 1929) 
  - Xenophora peroniana kondoi  Ponder 1983
- Xenophora senegalensis Fischer, 1873
- Xenophora solarioides (Reeve, 1845)
- Xenophora tenuis Fulton, 1938

Синонимы видов:
- Subgenus Xenophora (Stellaria) Möller, 1832: = Stellaria Möller, 1832
- Xenophora (Stellaria) testigera (Bronn, 1831): = Stellaria testigera (Bronn, 1831)
- Xenophora australis Souverbie & Montrouzier, 1870: = Xenophora (Xenophora) solarioides (Reeve, 1845)
- Xenophora calculifera (Reeve, 1843): = Stellaria chinensis (Philippi, 1841)
- Xenophora caperata sensu Petit de la Saussaye, 1857: = Xenophora (Xenophora) senegalensis Fischer, 1873
- Xenophora caribaea Petit de la Saussaye, 1857 — Caribbean carriersnail: =Onustus caribaeus (Petit de la Saussaye, 1857)
- Xenophora cavelieri Rochebrune, 1883: = Xenophora (Xenophora) senegalensis Fischer, 1873
- Xenophora digitata Martens, 1878: = Stellaria testigera digitata Martens, 1878
- Xenophora gigantea (Schepman, 1909): =Stellaria gigantea (Schepman, 1909)
- Xenophora helvacea Philippi, 1851: = Onustus indicus (Gmelin, 1791)
- Xenophora japonica Kuroda & Habe, 1971: = Xenophora (Xenophora) japonica Kuroda & Habe, 1971
- Xenophora konoi Habe, 1953: = Xenophora (Xenophora) mekranensis konoi Habe, 1953
- Xenophora laevigata Fischer von Waldheim, 1807: = Xenophora (Xenophora) conchyliophora (Born, 1780)
- Xenophora lamberti Souverbie, 1871: = Stellaria lamberti (Souverbie, 1871)
- Xenophora longleyi Bartsch, 1931 = Onustus longleyi Bartsch, 1931
- Xenophora meandrina Fischer von Waldheim, 1807: =Xenophora (Xenophora) conchyliophora (Born, 1780)
- Xenophora mediterranea Tiberi, 1863: = Xenophora (Xenophora) crispa (König, 1825)
- Xenophora neozelanica Suter, 1908: = Xenophora (Xenophora) neozelanica neozelanica Suter, 1908
- Xenophora regularis  Habe & Okutani, 1983 : = Xenophora (Xenophora) granulosa Ponder, 1983
- Xenophora tenuis Hirase, 1934: = Xenophora (Xenophora) tenuis Fulton, 1983
- Xenophora torrida  Kuroda & Ito, 1961 : = Xenophora (Xenophora) cerea (Reeve, 1845)
- Xenophora tricostata Fischer von Waldheim, 1807: = Xenophora (Xenophora) conchyliophora (Born, 1780)
- Xenophora tulearensis Stewart & Kosuge, 1993: = Xenophora (Xenophora) corrugata (Reeve, 1842)
- Xenophora vulcanica Fischer von Waldheim, 1807: = Xenophora (Xenophora) conchyliophora (Born, 1780)
- Xenophora wagneri Philippi, 1855: = Onustus indicus (Gmelin, 1791)